# Chorinaeus subcarinatus
Chorinaeus subcarinatus là một loài tò vò trong họ Ichneumonidae.